# Gergovia
Koordinaten: 45° 43′ 13,7″ N, 3° 7′ 7,2″ O
Gergovia (französisch Gergovie) war die befestigte Hauptsiedlung der Arverner, eines gallischen Volksstammes. Das in der frühen Hallstattzeit befestigte Oppidum lag beim heutigen Gergovie, einem kleinen Ort in der Nähe von Clermont-Ferrand in der Auvergne im Département Puy-de-Dôme. Dieses Dorf hieß früher Merdogne und erhielt seinen heutigen Namen erst 1865 durch Napoleon III. Es gehört zur Kommune La Roche-Blanche im Département Puy-de-Dôme. 

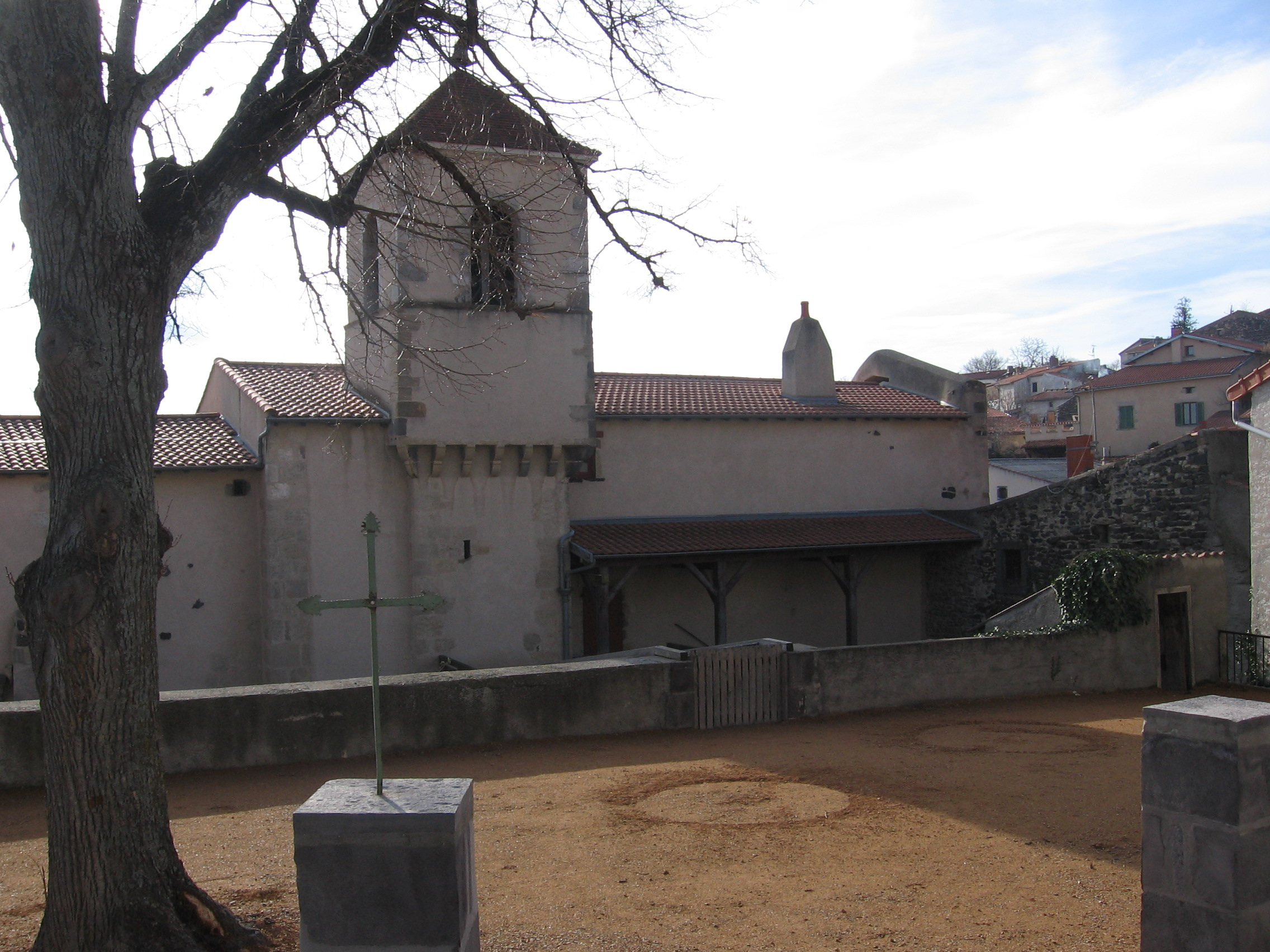
Wehrkirche von Gergovie (1570)

Während des Gallischen Krieges versuchte Julius Caesar im Jahr 52 v. Chr. vergeblich, das auf einem Hochplateau gelegene Oppidum, in dem sich die gallischen Truppen unter Vercingetorix verschanzt hatten, einzunehmen. Seine Armee erlitt in dieser Schlacht von Gergovia schwere Verluste. 

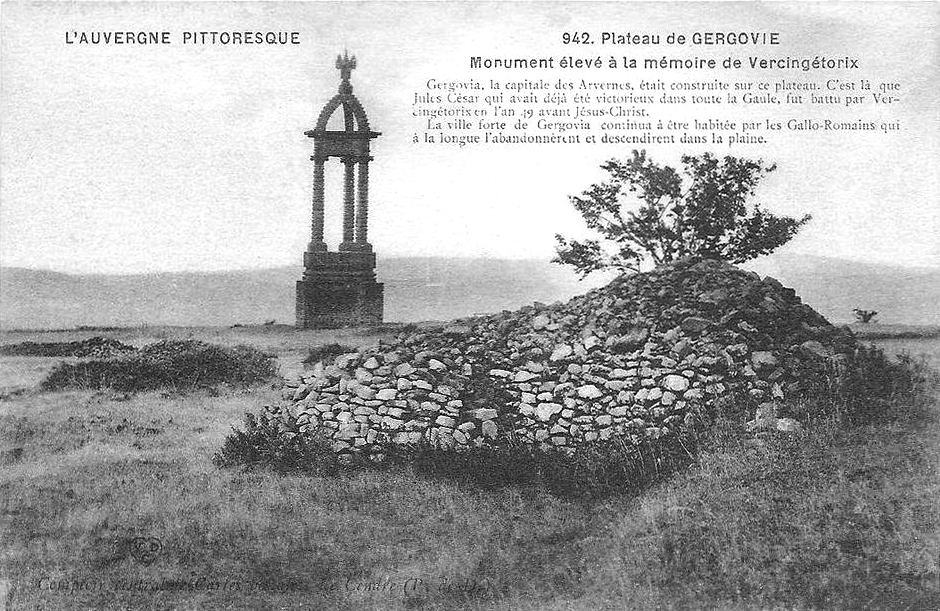
Noch im 19. Jahrhundert wurde das Plateau landwirtschaftlich genutzt

Ausgrabungen legten im Jahr 2006 einen gallorömischen Tempelkomplex aus der Zeit nach der Römischen Eroberung frei. 2019 wurde am Ort der Schlacht ein archäologisches Museum eröffnet.